# 議會大廈 (布里斯本)
布里斯本議會大廈（英語：Parliament House, Brisbane），或譯布里斯本议会大厦，是位于澳大利亚昆士兰州首府布里斯班的一座历史建筑。现在是昆士兰州议会驻地。其坐落在乔治街爱丽丝街街口，被布里斯班植物园与昆士兰科技大学所环绕。

## 历史

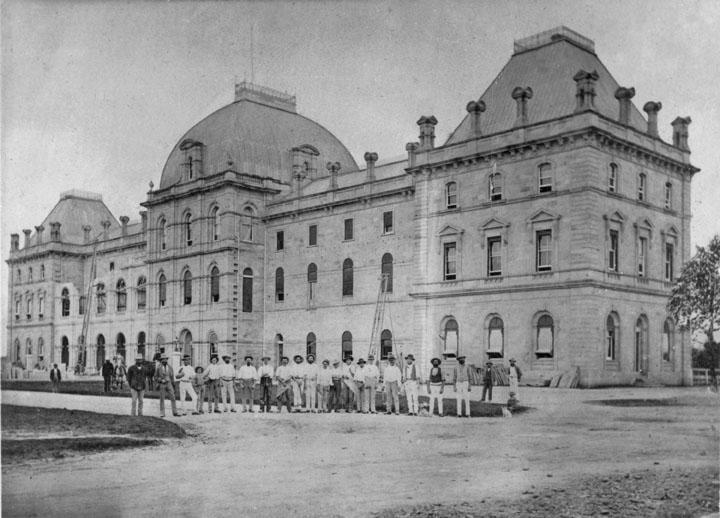
1878年在建造中的议会大厦

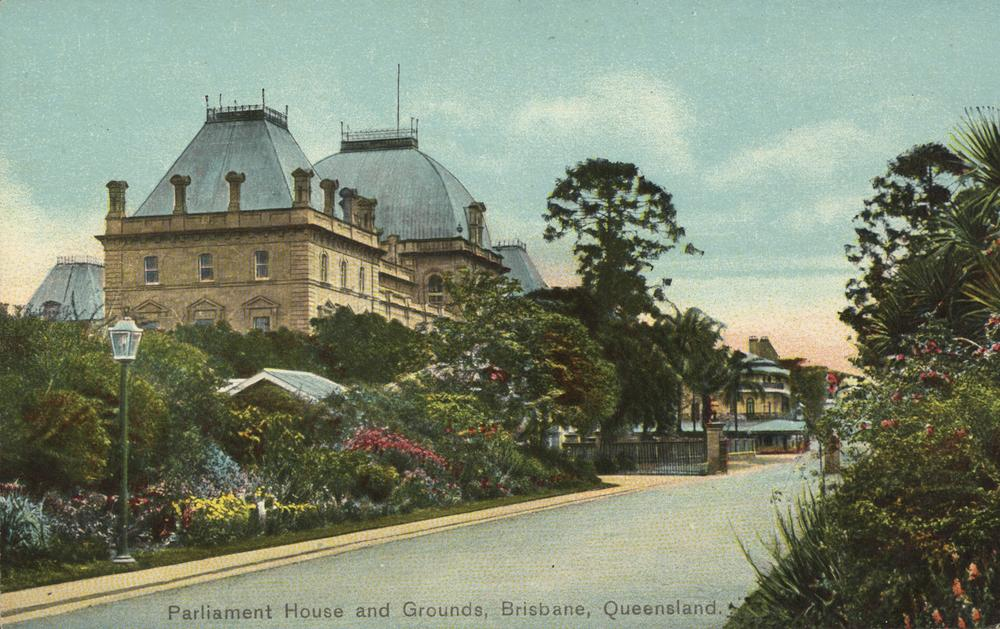
1906年的议会大厦

在1860年，昆士兰州从新南威尔士州独立后，昆士兰州议会最初只能使用位于女王街上的一个囚犯营房作为议会大厦来使用。直到1863年的11月，乔治街爱丽丝街街口这个位置才被选定为议会大厦的建设地。之后州政府便开始为项目设计方案招标，并设立200基尼奖金以奖励方案中标者。同时将项目最高开支定在了2万英镑。最终查尔斯·蒂芬获胜，项目也于1865年7月14日开工。
建筑先由约书亚·吉耶斯开始建造。建造所用的砂石也是来自于他的采石场。而彩色玻璃则是从伯明翰进口的。建筑于1867年建成，并由约翰·皮特里在1868年完成面向乔治街的建筑正面的建造工作。面向乔治街的拱道与柱廊在1878年竣工。面向爱丽丝街的建筑正面与侧翼分别在1887年与1889年建造完成。
1979年，一座22层楼的议会大厦附属建筑在老议会大厦的地皮上被修建起来。

## 公共使用
议会大厦的附属建筑经常作为艺术及其它展览的举办地。同时，公众可以在每个工作日免费进入参观。在大堂也设有礼品商店，以售卖旅游纪念品等商品。此外，大厦也曾作为上世纪80年代澳大利亚电视剧虎胆妙算的拍摄地点之一。